# ホンジンHJC
株式会社 ホンジンHJC（홍진HJC、洪進HJC）は、大韓民国龍仁市処仁区に本社を置く韓国のヘルメットメーカーである。

## 概要
オートバイ用ヘルメットの専業メーカー。1971年にヘルメットの製造を開始し、1987年8月にはホンジンクラウン（홍진HJC）として法人設立。同年にはSNELL規格を取得している。また、保育園事業も開始しホンジン保育園も運営している。2001年にはアライヘルメット、SHOEIを抜いて、オートバイヘルメット分野で世界シェア1位となった。

## 主なユーザー（過去に使用したものも含む）
- 小栗伸幸
- ベン・スピーズ
- ホルヘ・ロレンソ
- ヨーナス・フォルガー
- カル・クラッチロー